# Coccophagus isipingoensis
Coccophagus isipingoensis är en stekelart som beskrevs av Compere 1931. Coccophagus isipingoensis ingår i släktet Coccophagus och familjen växtlussteklar.
Artens utbredningsområde är Uganda. Inga underarter finns listade i Catalogue of Life.